# 카와세 아키코
카와세 아키코(일본어: 川瀬 晶子 かわせ あきこ[*], 1980년 6월 29일 ~ )는 일본의 여성 성우. 악센트 소속. 도쿄도 출신. 

## 주요 출연작
- ASTRO BOY 철완 아톰 - 키사라기 유코(본작이 대뷔작이다)
- WORKING!! - 마츠모토 마야
- 골판지 전기 시리즈 - 키리노 사에
- 다마고치! - 마마메치, 마마파치, 네무치, 퐁퐁치, 카메라치, 레이싱퀸치, 벤텐치, 타이코치, 벤텐치, 마루텐치 선생님, 위치
- 디어보이스 - 모리타카 마이
- 로젠 메이든 트로이멘트, 로젠 메이든 (2013) - 쿠사부에 미츠
- 백곰 카페 - 점원
- 블랙·잭 - 혼마 쿠미코
- 블랙 캣 - 리포터
- 신격의 바하무트 GENESIS - 술집의 여자
- 우주형제 - 마카베 유키